# Вальстад, Бьёрнар
Бьёрнар Вальстад (норв. Bjørnar Valstad, 27 апреля 1967) — норвежский спортсмен-ориентировщик, чемпион мира в индивидуальных дисциплинах (1999 и 2004 год), обладатель 5 серебряных и бронзовых медалей европейских и мировых первенств. В 2000 году выиграл Кубок мира по парковому ориентированию (World Park Tour). На Всемирных играх 2001 года завоевал золото в смешанной эстафете. Обладатель Кубка мира 2002 года.
На чемпионате Норвегии в период 1992—2004 десять раз побеждал на индивидуальных дистанциях и 4 раза в составе эстафетной команды.
Выступал за клубы Bækkelagets Sportsklub, Nydalens Skiklub, NTHI, Stjørdals/Blink.
С 2007 года Вальстад является генеральным секретарем Норвежской федерации спортивного ориентирования.
Женат на Ханне Стафф — норвежской, в прошлом спортсменке, а в настоящее время тренере, многократной чемпионке мира по спортивному ориентированию.